# Riccardo Francovich
Pour les articles homonymes, voir Francovich.
Riccardo Francovich (né le 10 juin 1946 à Florence, en Toscane et mort le 30 mars 2007  à Fiesole) est un archéologue et un universitaire italien, expert de l'Italie médiévale.

## Biographie
Riccardo Francovich est tout d'abord professeur d'archéologie médiévale à l'Université de Florence, puis à l'Université de Sienne  de 1986 à sa mort en 2007. Il est considéré comme un des experts de l'Italie médiévale les plus influents.
Elle fut l'époux de la philologue Nicoletta Francovich Onesti.

## Œuvres
- Riccardo Francovich, Daniele Manacorda, Dizionario di Archeologia, Editori Laterza, 2004.